# Gardens of Time
Gardens of Time is een online spel dat via een applicatie op Facebook te spelen is. Men kan dit spel met Facebook-vrienden spelen en ze kunnen elkaar cadeaus sturen. 
Het is de bedoeling dat de speler in een bepaalde ruimte dingen moet vinden. Die dingen staan onderin in beeld. 

## Level omhoog gaan
Door middel van decoraties toevoegen in zijn tuin krijgt een speler meer reputatie. Hierdoor kan hij, als hij genoeg reputatie heeft, een level omhoog. Als de speler weer een level hoger komt kan hij meer (tuin)decoraties toevoegen. Als een speler meerdere dagen achter elkaar inlogt krijgt hij een bonus. Hoe meer dagen een speler inlogt, hoe hoger de bonus.

## Talen
Men kan Gardens of Time in de volgende talen spelen
- Engels
- Frans
- Duits
- Spaans
- Portugees
- Nederlands

## Doelen
Linksboven in beeld staan doelen. Als de speler die voltooit, krijgt hij ook een beloning.

## Thema's
Er zijn ook thema's in Gardens of Time, enkele voorbeelden hiervan zijn een Egyptisch, een Chinees, Australisch, Indiaas, Western en een Londens thema.